# 劉致中
劉致中（1528年—1574年），字位夫，號芹泉，河南開封府延津縣人，民籍，明朝政治人物。

## 生平
嘉靖四十三年（1564年）甲子科河南鄉試第十九名舉人，隆慶二年（1568年）中式戊辰科會試第二百八十四名，三甲第二百九十一名進士。以病歸，三年謁选，授中書舍人，奉命册封鲁藩。以父憂歸，免丧，除故官，侍郊祀，赐朱衣一袭。選授山西道御史，巡视西城，又巡光禄寺、京通二仓。以年例外補陕西按察司僉事，擢右參議，守关南，治金州，監武试，卒于官，年四十七。

## 家族
曾祖劉鏜，縣主簿；祖父劉棫；父劉滄，母李氏；繼母寧氏。具慶下。弟劉致和、劉致曲。